# Stazione di Barra
La stazione di Barra è una delle stazioni ferroviarie di Napoli, parte della ferrovia Circumvesuviana.
Posta alla diramazione della ferrovia Napoli-Ottaviano-Sarno e della ferrovia Napoli-Pompei-Poggiomarino, prende il nome dal quartiere di Barra.

## Strutture e impianti
La stazione ha un fabbricato viaggiatori su due livelli: al piano inferiore si trova la biglietteria e la sala d'attesa, oltre alla dirigenza del movimento, mentre il piano superiore è abitazione privata.
All'interno si contano 5 binari passanti per il servizio passeggeri, serviti da tre banchine collegate tramite sottopassaggio. Vi è anche qualche altro binario utilizzato in caso di necessità o per il ricovero di carri per la manutenzione.

## Movimento
A Barra fermano tutti i treni accelerati e diretti, mentre non effettuano fermata i direttissimi. Le destinazioni principali sono Napoli, Sorrento, Sarno e Poggiomarino, oltre a pochi treni limitati ad Ercolano, Torre del Greco, Torre Annunziata e Ottaviano.

## Servizi
La stazione dispone di:
- Biglietteria
- Servizi igienici